# 羅傑·戈德席夫
羅傑·戈德席夫（Roger Godsiff，1946年6月28日—）是一位英格蘭政治人物，他的黨籍是工黨。自2010年開始，他擔任伯明罕霍爾格林選區選出的英國下議院議員。他出生在倫敦。

## 荣誉

### 外国勋章奖章
- 旭日重光章（日本，2014年4月29日公布[2]）